# جوستاين غاردر
جوستاين غاردر (بالبوكمول: Jostein Gaarder) هو كاتب نرويجي ولد في الثامن من شهر أغسطس سنة 1952، ويعمل أستاذاً في الفلسفة وتاريخ الفكر وهو يمارس الأدب والتعليم معاً. اشتهر بكتابته للأطفال بمنظور القصة داخل القصة.
روايته سر الصبر هي التي جعلته معروفاً لدى الجمهور النرويجي. وحصل من ورائه على جائزة النقد الكبرى.
لكن كتاب عالم صوفي هو الذي أخرجه للعالمية، حيث ترجم إلى أكثر من ثلاثة وخمسين لغة، وبيع منها أكثر من ثلاثين مليون نسخة ،وفي ألمانيا وحدها تعدت مبيعاتها المليون نسخة.وتم تحويل الرواية لفيلم سينمائي، وأيضاً تم تحويلها للعبة فيديو، وحالياً يتم تقديم جائزة سنوية للأعمال المختصة بتطوير ودعم البيئة باسم (جائزة صوفي) مقدمة من غاردر وزوجته.

## الجدل بسبب الحرب الإسرائيلية اللبنانية
في أغسطس 2006 أي بعد أن شنت إسرائيل حربها على لبنان؛ نشر غاردر مقالاً في إحدى الصحف النرويجية الرئيسية أدان فيه بعض جوانب السياسية الإسرائيلية واليهودية، وعارض فكرة الاعتراف بدولة إسرائيل بشكلها الحالي، وقد أثار مقاله هذا حفيظة بعض الذين اعتبروه معادياً للسامية، وكان رد غاردر على هذه الردود بإنه لا يعادي السامية ولم يقصد الإساءة إلى أحد وبأنه كتب هذه المقالة وهو في حال غضب من ارتفاع عدد القتلى اللبنانيين من جراء قصف المدفعية الإسرائيلية.

## الجوائز التي حصل عليها
- في عام 1997 مُنح جائزة بكستيهوده بال.
- وعام 2004 حصل على جائزة ويلي برانت في أوسلو.
- منحته الملكة النرويجية في 2005 وسام سانت أولاف.
- وفي العام نفسه حصل على درجة فخرية من كلية ترينتي في دبلن.

## أعماله
- سر الصبر[1]
- عالم صوفي - 1991
- مرحبا.....هل من أحد هناك [2]- 1996
- فتاة البرتقال - 2003.
- قلعة في البيرينيه (2008).

## وصلات خارجية
- جوستاين غاردر على موقع IMDb (الإنجليزية)
- جوستاين غاردر على موقع الموسوعة البريطانية (الإنجليزية)
- جوستاين غاردر على موقع مونزينجر (الألمانية)
- جوستاين غاردر على موقع ألو سيني (الفرنسية)
- جوستاين غاردر على موقع ميوزك برينز (الإنجليزية)
- جوستاين غاردر على موقع أول موفي (الإنجليزية)
- جوستاين غاردر على موقع ديسكوغز (الإنجليزية)
- جوستاين غاردر على موقع قاعدة بيانات الفيلم (الإنجليزية)
- جوستاين غاردر على موقع كينوبويسك (الروسية)
- جوستاين غاردر  على قاعدة بيانات الخيال التأملي على الإنترنت